# 福知山市立三岳小学校
福知山市立三岳小学校（ふくちやましりつ みたけしょうがっこう）は、かつて京都府福知山市字一ノ宮にあった公立小学校。
過疎化による児童数減少が著しく、特に平成に入ってからは度々複式学級を導入している。2012年5月時点での児童数は25名。2015年3月に閉校した、閉校後は福知山市立上川口小学校までバス通学となる。

## 沿革
- 1873年（明治6年）8月 - 一の宮瑞応寺と蓮秀寺に仮校舎を設置。
- 1875年（明治8年） - 一の宮に校舎を新築し、博文校と称する。上佐々木に分校を置く。喜多集落の児童は、上川口大呂分校へ編入。
- 1884年（明治17年）9月 - 喜多集落の児童、本校に復帰。
- 1902年（明治35年）7月 - 分校を一の宮本校に統合。
- 1908年（明治41年）11月 - 新校舎完成。
- 1914年（大正3年）4月 - 高等科を併設し、三岳尋常高等小学校と改称。
- 1935年（昭和10年）9月 - 三岳村農業青年学校併置。
- 1941年（昭和16年）4月1日 - 三岳国民学校と改称。
- 1947年（昭和22年）4月1日 - 三岳村立三岳小学校と改称。
- 1948年（昭和23年）6月 - 敷地内に三岳村立三岳中学校を併設。
- 1949年（昭和24年）4月 - 三岳中学校を廃止し、組合立川口中学校へ編入。
- 1955年（昭和30年）3月 - 体育館完成。
- 1955年（昭和30年）4月1日 - 天田郡三岳村が福知山市へ編入されたのに伴い、福知山市立三岳小学校と改称。
- 1977年（昭和52年）7月 - プール竣工。
- 1977年（昭和52年）11月 - 開校100周年記念式典を挙行。
- 1988年（昭和63年）4月 - 僻地校指定取り消しとなり、特別地となる。
- 2015年（平成27年）3月 - 閉校[1]。

## 児童数
- 1956年（昭和31年）4月 - 児童数274名、学級数8。
- 1989年（平成元年）5月 - 児童数76名、学級数6。
- 1994年（平成6年）5月 - 児童数38名、学級数5（複式学級1）。
- 2001年（平成13年）5月 - 児童数23名、学級数4（複式学級2）。
- 2004年（平成16年）5月 - 児童数26名、学級数5（複式学級1）。
- 2005年（平成17年）5月 - 児童数26名、学級数5（複式学級1）。
- 2012年（平成24年）5月 - 児童数25名、学級数5（複式学級1）。

## 通学区域
- 福知山市
  - 字　一ノ宮、日尾、新宮、常願寺、下佐々木、中佐々木、上佐々木、喜多

卒業生は基本的に福知山市立川口中学校へ進学する。

## 周辺
佐々木川の谷をやや入った辺りで、冬は積雪が多く見られる。
- 三岳郵便局
- R426里の駅みたけ
- 三岳山
- 佐々木川（牧川支流）

## アクセス
- JR山陰本線 上川口駅から北西へ4.8km
- 三岳バス 学校前にて下車
- 国道426号沿い